# Trine 3: The Artifacts of Power
Trine 3: The Artifacts of Power (с англ. — «Триединство 3: Артефакты Власти») — компьютерная игра 2015 года в жанрах экшен, РПГ и головоломка. Разработана и выпущена на Microsoft Windows финской компанией Frozenbyte 20 августа 2015 года. Сиквел Trine 2 и первая игра в серии с 3D-графикой.

## Игровой процесс
Похожая на своих предшественников, Trine 3: The Artifacts of Power — это трехмерный платформер, экшен с ролевыми и логическими элементами,
в котором игрок, управляя тремя игровыми персонажами (воровкой Зоей, волшебником Амадеем и рыцарем Понтием), решает физические головоломки и сражается с врагами. Способности разные среди персонажей. Понтий — рыцарь с мечом и щитом, что защищает себя и других от врагов. Зоя — воровка, которая оснащена стрелами и крюком, в то время как Амадей — мастер-маг, который имеет способность создавать и левитировать объекты. Игроки могут свободно переключаться между персонажами во время кампании. Trine 3 является первой игрой серии с 3D-графикой в то же время используется воздушная перспектива, как и в предыдущих играх. Также игра включает кооператив на 3 человека, специальные уровни для совместного прохождения и редактор уровней.

## Разработка
Игра была анонсирована компанией Frozenbyte 2 марта 2015 года, наряду с анонсом вышел дебютный трейлер. Девятиминутный трейлер игрового процесса вышел 9 апреля 2015 года, демонстрируя игру за трёх персонажей, и их способы взаимодействия в трёхмерном мире. Игра вышла в ранний доступ 21 апреля 2015 года, таким образом игрок получал обратную связь с компанией в отношении новых геймплейных элементов. В ранний доступ вошли только две карты, разработчики говорили, что игра будет в открытом доступе гораздо дольше. Как и было обещано, игра оставалась на ранней стадии доступа для «нескольких месяцев», и была выпущена 20 августа 2015 года изначально для Microsoft Windows. Ари Пулккинен, композитор музыки оригинальных Trine и Trine 2, вернулся, чтобы сочинить музыку для Trine 3. Бюджет игры составил 5,4 миллионов долларов, в три раза больше, чем у Trine 2.
Разработчик игры называет введение 3D графики «сложным и трудоемким», так как навыки и способности трех играбельных персонажей пришлось переработать и изменить, не меняя характеристики. В итоге, затратили 5,4 миллионов долларов, чтобы выпустить Trine 3: The Artifacts of Power 20 августа 2015 года для Microsoft Windows. В декабре 2015 года была анонсирована версия для PlayStation 4, в июле 2019 года для Nintendo Switch. 

## Рецензии
| Сводный рейтинг | Сводный рейтинг |
| Агрегатор       | Оценка          |
| --------------- | --------------- |
| GameRankings    | 70,36 %         |
| Metacritic      | 67/100          |

В целом игра Trine 3: The Artifacts of Power получила положительные отзывы, однако не обошлось и без веских критических замечаний. Представители игровой прессы и сами игроки единогласно хвалят стилистическую и художественную составляющие сиквела. По мнению рецензентов, Trine 3 ничем не уступает предыдущим частям игры по нетривиальному и сказочному антуражу. Также подчеркивается качественная адаптация платформера в 3D.
Критики отмечают, что короткий по смысловому наполнению сюжет затянут принудительным сбором пирамидок-кристаллов. Среди других недочетов игры — неудобный кооперативный режим и проблемы с отображением героев, если они находятся на разных частях карты.
После релиза игроки жаловались, что игра оказалась короткой. Frozenbyte позже ответили, что если бы они продлили игру, то бюджет составил бы 15 миллионов долларов, чего они не могли себе позволить. Джоэл Кинньюнэн, вице-президент из Frozenbyte добавил, что они пытались сделать что-то очень амбициозное, и это стало финансово невозможным.
Летом 2018 года, благодаря уязвимости в защите Steam Web API, стало известно, что точное количество пользователей сервиса Steam, которые играли в игру хотя бы один раз, составляет 392 900 человек.